# Ферромагнитная жидкость
Ферромагни́тная жи́дкость (ФМЖ, магни́тная жи́дкость, феррожидкость, феррофлюид) (от латинского ferrum — железо) — жидкость, сильно поляризующаяся в присутствии магнитного поля.
Ферромагнитные жидкости представляют собой коллоидные системы, состоящие из ферромагнитных или ферримагнитных частиц нанометровых размеров, находящихся во взвешенном состоянии в несущей жидкости, в качестве которой обычно выступает органический растворитель или вода. Для обеспечения устойчивости такой жидкости ферромагнитные частицы связываются с поверхностно-активным веществом (ПАВ), образующим защитную оболочку вокруг частиц и препятствующем их слипанию из-за ван-дер-ваальсовых или магнитных сил.
Несмотря на название, ферромагнитные жидкости не проявляют ферромагнитных свойств, поскольку не сохраняют остаточной намагниченности после исчезновения внешнего магнитного поля. Вопреки названию, ферромагнитные жидкости являются парамагнетиками и их часто называют «суперпарамагнетиками» из-за высокой магнитной восприимчивости. 
При смешивании с мазутом или нефтью при разливе, крушении танкера в море, смешиваясь с последними даёт возможность собрать нефтепродукты без ущерба для экологии

## Описание
Ферромагнитные жидкости состоят из частиц нанометровых размеров (обычный размер 10 нм или меньше) магнетита, гематита или другого материала, содержащего железо, взвешенных в несущей жидкости. Они достаточно малы, чтобы тепловое движение распределило их равномерно по несущей жидкости, чтобы они давали вклад в реакцию жидкости в целом на магнитное поле. Аналогичным образом ионы в водных растворах парамагнитных солей (например, водный раствор сульфата меди(II) или хлорида марганца(II)) придают раствору парамагнитные свойства.
Ферромагнитные жидкости это коллоидные растворы — вещества, обладающие свойствами более чем одного состояния материи, в данном случае это твердый металл и жидкость, в которой он содержится. Эта способность изменять состояние под воздействием магнитного поля позволяет использовать ферромагнитные жидкости в качестве уплотнителей, смазки, а также может открыть другие применения в будущих наноэлектромеханических системах.
Ферромагнитные жидкости устойчивы: их твёрдые частицы не слипаются и не выделяются в отдельную фазу даже в очень сильном магнитном поле. Тем не менее, ПАВ в составе жидкости имеют свойство распадаться со временем (примерно несколько лет), и в конце концов частицы слипнутся, выделятся из жидкости и перестанут влиять на реакцию жидкости на магнитное поле. Также ферромагнитные жидкости теряют свои магнитные свойства при своей температуре Кюри, которая для них зависит от конкретного материала ферромагнитных частиц, ПАВ и несущей жидкости.
Термин «магнитореологическая жидкость» относится к жидкостям, которые подобно ферромагнитным жидкостям затвердевают в присутствии магнитного поля. Разница между ферромагнитной жидкостью и магнитореологической жидкостью в размере частиц. Частицы в ферромагнитной жидкости это в основном частицы нанометровых размеров, находящиеся во взвешенном состоянии из-за броуновского движения и не оседающие в нормальных условиях. Частицы в магнитореологической жидкости в основном микрометрового размера (на 1—3 порядка больше); они слишком тяжелы, чтобы броуновское движение поддерживало их во взвешенном состоянии, и поэтому со временем оседают из-за естественной разности в плотности частиц и несущей жидкости. Как следствие, у этих двух типов жидкостей разные области применения.

### Неустойчивость в нормально направленном поле
Под воздействием довольно сильного вертикально направленного магнитного поля поверхность жидкости с парамагнитными свойствами самопроизвольно формирует регулярную структуру из складок. Этот эффект известен как «неустойчивость в нормально направленном поле». Формирование складок увеличивает свободную энергию поверхности и гравитационную энергию жидкости, но уменьшает энергию магнитного поля. Такая конфигурация возникает только при превышении критического значения магнитного поля, когда уменьшение его энергии превосходит вклад от увеличения свободной энергии поверхности и гравитационной энергии жидкости. У ферромагнитных жидкостей очень высокая магнитная восприимчивость, и для критического   магнитного поля, чтобы возникли складки на поверхности, может быть достаточно маленького стержневого магнита.

### Типичные поверхностно-активные вещества для ферромагнитных жидкостей
Чтобы обволакивать частицы в ферромагнитной жидкости используются, в частности, следующие ПАВ:
- олеиновая кислота
- гидроксид тетраметиламмония
- полиакриловая кислота
- полиакрилат натрия
- лимонная кислота
- соевый лецитин

ПАВ препятствуют слипанию частиц, мешая им образовать слишком тяжёлые кластеры, которые не смогут удерживаться во взвешенном состоянии за счет броуновского движения. В идеальной ферромагнитной жидкости магнитные частицы не оседают даже в очень сильном магнитном или гравитационном поле. Молекулы ПАВ имеют полярную «головку» и неполярный «хвост» (или наоборот); один из концов адсорбируется к частице, а другой прикрепляется к молекулам жидкости-носителя, образуя, соответственно, обычную или обратную мицеллу вокруг частицы. В результате пространственные эффекты препятствуют слипанию частиц. Полиакриловая, лимонная кислоты и их соли формируют на поверхности частиц двойной электрический слой в результате адсорбции полианионов, что приводит к возникновению кулоновских сил отталкивания между частицами, повышающей стабильность жидкости на водной основе.
Хотя ПАВ полезны для того, чтобы продлить время осаждения частиц в ферромагнитной жидкости, они оказываются вредны для её магнитных свойств (в особенности, для магнитного насыщения жидкости). Добавление ПАВ (или других посторонних веществ) уменьшает плотность упаковки ферромагнитных частиц в активированном состоянии жидкости, тем самым уменьшая её вязкость в этом состоянии, давая более «мягкую» активированную жидкость. И хотя для некоторых применений вязкость ферромагнитной жидкости в активированном состоянии (так сказать, её «твёрдость») не очень важна, для большинства коммерческих и промышленных форм применения это самое главное свойство жидкости, поэтому необходим определённый компромисс между вязкостью в активированном состоянии и скоростью осаждения частиц. Исключение составляют ПАВ на основе полиэлектролитов, позволяющие получить высококонцентрированные жидкости с малой вязкостью.

## Применение

### Электронные устройства
Ферромагнитная жидкость используются в некоторых высокочастотных динамиках для отвода тепла от звуковой катушки. Одновременно она работает механическим демпфером, подавляя нежелательный резонанс. Ферромагнитная жидкость удерживается в зазоре вокруг звуковой катушки сильным магнитным полем, находясь одновременно в контакте с обеими магнитными поверхностями и с катушкой.

### Машиностроение
Ферромагнитная жидкость способна снижать трение. Нанесённая на поверхность достаточно сильного магнита, например неодимового, она позволяет магниту скользить по гладкой поверхности с минимальным сопротивлением.
Ferrari использует магнитореологические жидкости в некоторых моделях машин для улучшения возможностей подвески. Под воздействием электромагнита, контролируемого компьютером, подвеска может мгновенно стать более жёсткой или более мягкой. Помимо Ferrari, подобные разработки уже давно нашли применение в автомобилях Audi, Cadillac, BMW и других.

### Оборонная промышленность
Военно-воздушные силы США внедрили радиопоглощающее покрытие на основе ферромагнитной жидкости. Снижая отражение электромагнитных волн, оно помогает уменьшить эффективную площадь рассеяния самолета.

### Авиакосмическая промышленность
NASA проводило эксперименты по использованию ферромагнитной жидкости в замкнутом кольце как основу для системы стабилизации космического корабля в пространстве. Магнитное поле воздействует на ферромагнитную жидкость в кольце, изменяя момент импульса и влияя на вращение корабля.

### Оптика
Ферромагнитные жидкости имеют множество применений в оптике благодаря их преломляющим свойствам. Среди этих применений измерение удельной вязкости жидкости, помещённой между поляризатором и анализатором, освещаемой гелий-неоновым лазером.

### Медицина
Ведётся много экспериментов по использованию ферромагнитных жидкостей для удаления опухолей.

### Теплопередача
Если воздействовать магнитным полем на ферромагнитную жидкость с разной восприимчивостью (например, из-за температурного градиента) возникает неоднородная магнитная объёмная сила, что приводит к форме теплопередачи называемой термомагнитная конвекция. Такая форма теплопередачи может использоваться там, где не годится обычная конвекция, например, в микроустройствах или в условиях пониженной гравитации.
Уже упоминалось использование ферромагнитной жидкости для отвода тепла в динамиках. Жидкость занимает зазор вокруг звуковой катушки, удерживаясь магнитным полем. Поскольку ферромагнитные жидкости обладают парамагнитными свойствами, они подчиняются закону Кюри — Вейса, становясь менее магнитными при повышении температуры. Сильный магнит, расположенный рядом со звуковой катушкой, которая выделяет тепло, притягивает холодную жидкость сильнее, чем горячую, увлекая горячую жидкость от катушки к кулеру. Это эффективный метод охлаждения, который не требует дополнительных затрат энергии.

### Генераторы
Замороженная или полимеризованная ферромагнитная жидкость, находящаяся в совокупности постоянного (подмагничивающего) и переменного магнитных полей, может служить источником упругих колебаний с частотой переменного поля, что может быть использовано для генерации ультразвука.

### Горнорудная промышленность
Ферромагнитная жидкость может быть использована в составе магнитножидкостного сепаратора для очистки от шлиха мелкого золота.

### Оптические и магнитные свойства
- Dynamic Etalon utilizing ferrofluid- image gallery, references, published papers

### Инструкции по приготовлению
- [chemistry.about.com/od/demonstrationsexperiments/ss/liquidmagnet.htm FerroFluid Synthesis]
- Berger, Patricia; Nicholas B. Adelman,  Katie J. Beckman,  Dean J. Campbell,  et al. Preparation and properties of an aqueous ferrofluid (англ.) // Journal of Chemical Education[англ.] : journal. — 1999. — July (vol. 76, no. 7). — P. 943—948.
- Interdisciplinary education group: Ferrofluids (contains videos and a lab for synthesis of ferrofluid)
- Synthesis of an Aqueous Ferrofluid — instructions in PDF and DOC format